# Cladiella globulifera
Cladiella globulifera is een zachte koraalsoort uit de familie Alcyoniidae. De koraalsoort komt uit het geslacht Cladiella. Cladiella globulifera werd in 1877 voor het eerst wetenschappelijk beschreven door Klunzinger. 